# Donbas Arena
Donbas Arena (rusă Донбасс Арена) este stadionul echipei FC Șahtior Donețk din toamna anului 2009. Are o capacitate de 51.504 locuri. A fost construit pentru Campionatul European de Fotbal din 2012, fiind unul dintre cele mai mari stadioane din estul continentului european.